# Jan Wandelaar

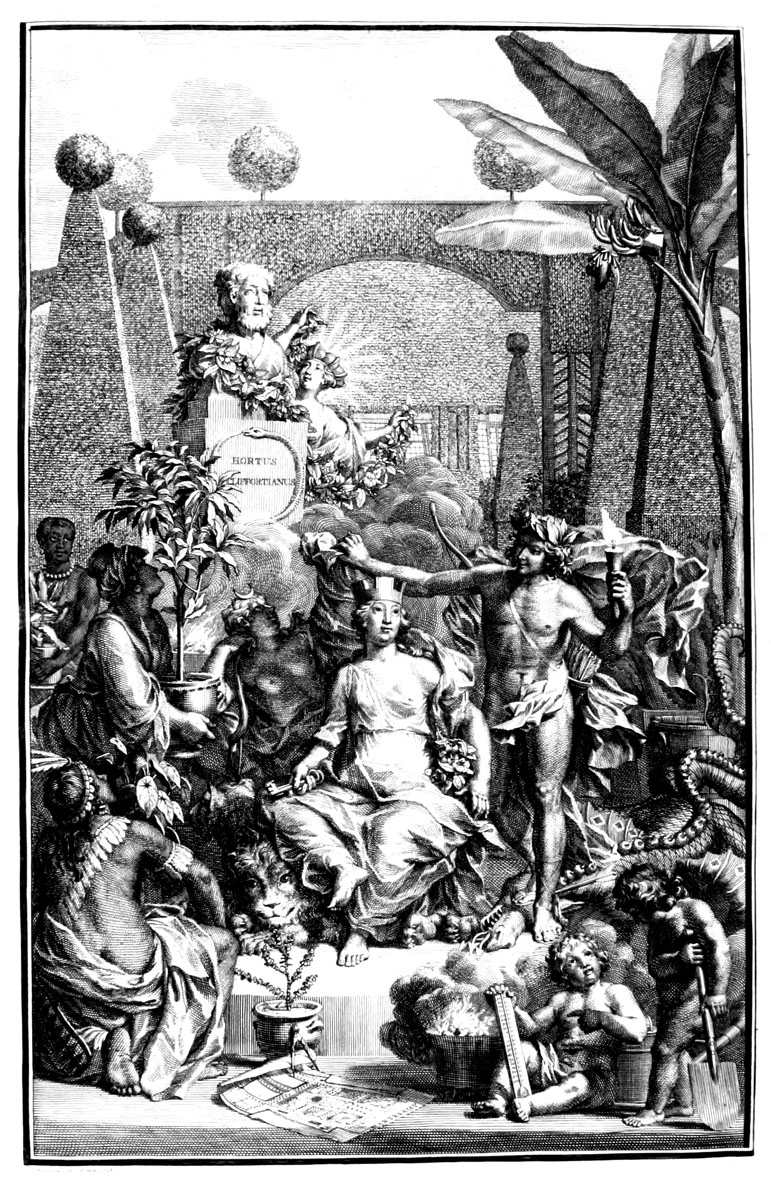
Frontspiz von Linnés Hortus Cliffortianus entworfen und ausgeführt von Jan Wandelaar.

Jan Wandelaar (* 14. April 1690 in Amsterdam; † 26. März 1759 in Leiden), auch Jan Wandelaer, war ein niederländischer Maler, Kupferstecher und Radierer sowie Bühnendichter.

## Leben und Wirken
Wandelaar war ein Schüler von Johannes Jacob Folkema und Willem van der Gouwen († 1720). Nach Vorlagen von Claude Aubriet stach er die Abbildungen in Sébastien Vaillants Botanicon Parisiense (1727). Bedeutend sind insbesondere seine anatomische Abbildungen, die er für Frederik Ruyschs Opera omnia anatomico-medico-chirurgica huc usque edita (1737) und die Tabulae sceleti et musculorum corporis humani (1747) von Bernhard Siegfried Albinus lieferte.
Er entwarf den Frontispiz von Carl von Linnés Hortus Cliffortianus (1737) und lieferte einige der Zeichnungen für die 36 darin enthaltenen und von ihm gestochenen Tafeln. Zu seinen letzten Arbeiten zählen die von ihm gezeichneten Porträts Amsterdamer Bürgermeister, die von Jacobus Houbraken gestochen wurden. Viele seiner Werke fertigte er mit schwarzer und weißer Kreide auf blauem Papier. Sein künstlerischer Nachlass wurde am 4. September 1759 durch den Kunst- und Buchhändler Hendrik de Leth und seine Bücher am 24. September durch Abraham Delfos (ein Schüler Jan Wandelaars) in Amsterdam und Leiden verkauft. Der Dichter Gerard Kempher schrieb über Wandelaar in seinem Werk De gestrafte Kupido (nach Decimus Magnus Ausonius) ein Gedicht (niederländisch Aan den Tékenkundigen Gráveerder Jan Wandelaar; Liefhebber der Dichtkunde Beminnaar der édelste Weetenschappen). Wandelaar selbst schrieb 1723 das Bühnenstück Het gewaande bloedverwantschap, blyspel.